# Nicolaus Erici Gothus
Nicolaus Erici Gothus, född 1564, död 1628 i Veta församling, Östergötlands län, var en svensk präst.

## Biografi
Nicolaus Erici Gothus föddes 1564. Han var son till kyrkoherden Ericus Holm och Anna Pedersdotter i Styrestads församling. Gothus blev 1585 student vid Uppsala universitet och sedan i Stockholm hos Laurentius Nicolai Norvegus. Han prästvigdes 1594 och blev 1599 rektor vid Västerviks trivialskola. Gothus blev 1 maj 1606 kyrkoherde i Veta församling och var predikant vid prästmötet 1608. Han blev 1619 kontraktsprost i Vifolka kontrakt. Gothus avled 1628 i Veta församling.

## Familj
Gothus var gift med Anna Pedersdotter. Hon var änka efter kyrkoherden Laurentius Laurentii Brask i Västerviks församling. Gothus fick tillsammans med ANna Pedersdotter barnen komministern Laurentius Prytz i Kaga församling och studenten Ericus Prytz vid Uppsala universitet.